# Soon Over Babaluma
Soon Over Babaluma este un album din 1974 al trupei de muzică rock, Can. Este primul album al formației fără un vocalist care nu cântă și la instrumente după plecarea lui Damo Suzuki în 1973, timp în care acesta s-a căsătorit cu prietena sa de naționalitate germană. Vocile, pe acest disc, sunt asigurate de chitaristul Michael Karoli și de claviaturistul Irmin Schmidt. Este de asemenea ultimul lor album pe care s-a folosit un magnetofon cu două benzi. 

## Tracklist
1. "Dizzy Dizzy" (5:40)
2. "Come Sta, La Luna" (5:42)
3. "Splash" (7:45)
4. "Chain Reaction" (11:09)
5. "Quantum Physics" (8:31)

## Single-uri
- "Splash" (1973)
- "Dizzy Dizzy"/"Come Sta, La Luna" (1974)

## Componență
- Holger Czukay - bas, voce
- Michael Karoli - chitară, vioară, voce
- Jaki Liebezeit - tobe, percuție
- Irmin Schmidt - claviaturi, voce